# Estación Gándara
Gándara es una estación ferroviaria ubicada en la localidad homónima, en el partido de Chascomús, Provincia de Buenos Aires, Argentina.

## Servicios
Es una estación intermedia de los servicios locales que se brindan entre Alejandro Korn y Chascomús de la Línea General Roca.
Sus vías e instalaciones están a cargo de la empresa estatal Trenes Argentinos Operaciones.

## Ubicación
Está ubicada a 98 km de la estación Constitución.